# Agarista coriifolia
Agarista coriifolia är en ljungväxtart som först beskrevs av Thunberg, och fick sitt nu gällande namn av J. D. Hooker och Niedenzu. Agarista coriifolia ingår i släktet Agarista och familjen ljungväxter. Utöver nominatformen finns också underarten A. c. bradei.